# Wates (Jenangan)
Wates is een bestuurslaag in het regentschap Ponorogo van de provincie Oost-Java, Indonesië. Wates telt 2531 inwoners (volkstelling 2010).